# James Robert Dennistoun

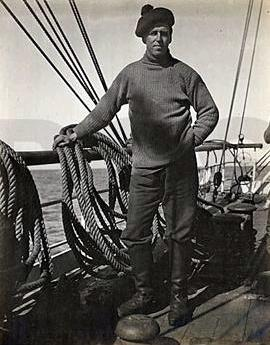
J. R. Dennistoun an Bord der Terra Nova (1912)

James Robert „Jim“ Dennistoun (* 7. März 1883 in Peel Forest, Canterbury, Neuseeland; † 9. August 1916 in Ohrdruf, Herzogtum Sachsen-Gotha-Altenburg, Deutsches Reich) war ein neuseeländischer Bergsteiger, Forschungsreisender und Soldat im Ersten Weltkrieg. Bekannt ist er insbesondere als Erstbesteiger des Mitre Peak.

## Leben

### Herkunft, Ausbildung und Beruf
Dennistoun kam als mittleres der drei Kinder des aus Glasgow stammenden George James Dennistoun (1847–1921) und dessen Ehefrau Emily (geborene Russel, 1856–1937) in Peel Forest, einer Streusiedlung nördlich von Geraldine auf der Südinsel Neuseelands, zur Welt. Die Familie lebte von der Bewirtschaftung eines nahegelegenen Steineibenwalds. Im Verlauf seiner schulischen Ausbildung besuchte Dennistoun die Collegiate School in Whanganui und später das Malvern College in England. Danach arbeitete er als Schafzüchter und besaß nacheinander Farmen in den Orten Lake Hāwea, Lumsden und Mangamahu bei Whanganui. Bei letzterer entkam er 1914 mit knapper Not der Privatinsolvenz, nachdem sich ein Geschäftspartner aus der gemeinsamen Unternehmung zurückgezogen hatte.

### Leistungen als Bergsteiger

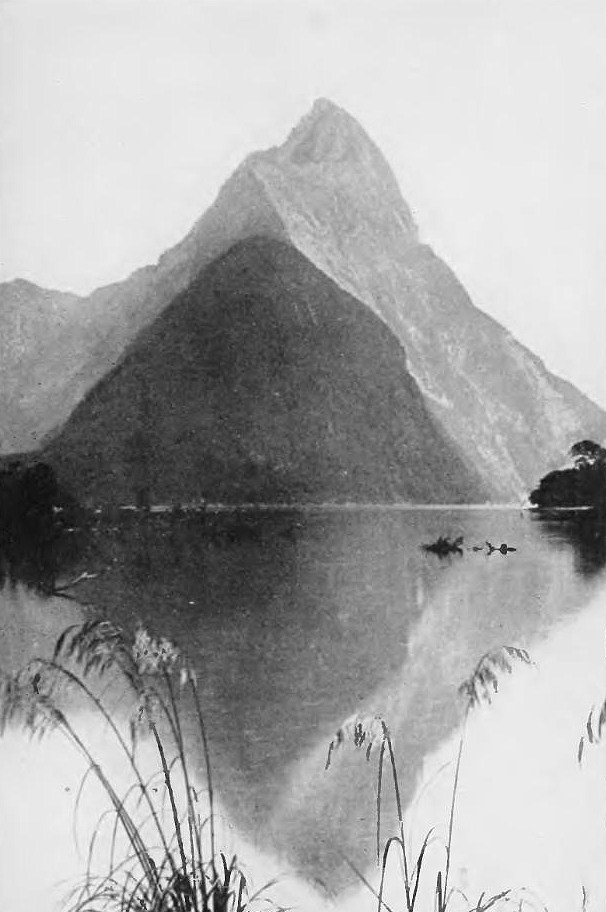
Der Mitre Peak im Jahr 1913, zwei Jahre nach Dennistouns Erstbesteigung

Schon seit frühester Jugend begeisterte sich Dennistoun für das Bergsteigen. Erste Gipfel erklomm er im Peel Forest Park unweit seines Elternhauses. Später folgten unter anderen Aoraki/Mount Cook, der höchste Berg Neuseelands, und im März 1910 mit zwei Begleitern die Erstbesteigung des 2875 m hohen Mount D’Archiac in den Südalpen. Letzteres gilt gemeinhin als seine bergsteigerisch größte Leistung. Wesentlich bekannter ist jedoch seine Erstbesteigung des am Milford Sound/Piopiotahi gelegenen 1692 m hohen Mitre Peak am 13. März 1911. Die Idee dazu hatte Dennistoun gemeinsam mit seinem Bruder George (1884–1977) bereits 1909 bei einer Seereise entwickelt. Er wählte schließlich eine von Donald Sutherland, dem „Einsiedler vom Milford Sound“, empfohlene Route. Der gemeinsame Aufstieg mit seinem Kletterkameraden Joe Beaglehole (1875–1962) begann morgens um 7:30 Uhr. Beaglehole blieb jedoch etwa 300 m unterhalb des Gipfels erschöpft zurück, den Dennistoun über steile und glatte Granitplatten allein erreichte. Beide Männer waren dann gemeinsam um 21:45 Uhr zum Ausgangspunkt ihrer Tour zurückgekehrt. Anfangs wurde Dennistoun der Gipfelsieg nicht zuerkannt, da Sutherland unverblümt behauptet hatte, der Mitre Peak könne nicht bestiegen werden. Drei Jahre später jedoch fanden Jack Murrell (1886–1918) und Edgar Williams (1891–1983) beim zweiten Aufstieg den von Dennistoun am Gipfel errichteten Steinmann mit einem daran befestigten Taschentuch und bestätigten damit Dennistouns Erfolg.

### Teilnahme an der Terra-Nova-Expedition
Im Oktober 1911 erhielt Dennistoun durch Vermittlung des Ersten Offiziers Harry Pennell einen soldlosen Posten auf dem Forschungsschiff Terra Nova für eine Versorgungsfahrt der am Kap Evans auf der antarktischen Ross-Insel stationierten Teilnehmer der Terra-Nova-Expedition (1910–1913) unter der Leitung des britischen Polarforschers Robert Falcon Scott. Er war verantwortlich für die Betreuung der mitgeführten Maultiere an Bord, mit deren Hilfe ein Suchtrupp am 2. November 1912 das letzte Lager der verschollenen Südpolgruppe mit den Leichen Scotts, Wilsons und Bowers’ fand. Dennistoun gehörte jedoch diesem Suchtrupp nicht an, sondern war bereits am 1. April 1912 mit der Terra Nova wieder in Neuseeland eingetroffen. Für seine Verdienste um die Expedition erhielt er die Polarmedaille in Silber und die Medaille der Royal Geographical Society.

### Teilnahme am Ersten Weltkrieg und Tod
Bei Ausbruch des Ersten Weltkriegs reiste Dennistoun als Decksarbeiter an Bord eines Dampfschiffs nach England. Dort gehörte er als Kriegsfreiwilliger zum Yeomanry der North Irish Horse. Seinen ersten Fronteinsatz hatte er im November 1915 als Nachrichtenoffizier seiner Einheit in Frankreich. Nach einigen Monaten wechselte er am 16. Juni 1916 in das 23. Geschwader des Royal Flying Corps. Zehn Tage später flog er im Zuge der Vorkämpfe zur Schlacht an der Somme als Beobachter und Bombenwerfer an Bord einer von seinem Cousin Herbert Russell gesteuerten FE2b einen Lufteinsatz von Arras über deutsche Stellungen. Die Maschine wurde in der Nähe von Fampoux von Maschinengewehrsalven einer Fokker der deutschen Luftstreitkräfte getroffen und ging bei der hierdurch erzwungenen Bruchlandung in Flammen auf. Dennistoun und Russell wurden dabei aus der Maschine geschleudert. Während Russell mit leichteren Blessuren davonkam, war Dennistoun schwer verletzt. Im Verlauf seiner Kriegsgefangenschaft wurde er zweimal an einem beim Luftkampf erlittenen Bauchschuss operiert und schien danach zu genesen. Am 9. August 1916 jedoch musste er sich im Krankenhaus von Ohrdruf einem dritten Eingriff unterziehen, infolge dessen er einen plötzlichen Schwächeanfall erlitt und noch am selben Tag starb. Beerdigt wurde Dennistoun zunächst in Ohrdruf, bevor er nach dem Krieg auf den Niederzwehren Cemetery bei Kassel umgebettet wurde.

### Nachwirkungen
Nach James Dennistoun sind der antarktische Dennistoun-Gletscher und der nördlich des Mount D’Archiac gelegene, 2315 m hohe Dennistoun Peak benannt. Darüber hinaus tragen in den Südalpen ein Gebirgspass und ein Gletscher seinen Namen. In seinem Heimatort Peel Forest erinnert neben der Dennistoun Road ein Fenster der kleinen St. Stephen’s Church an Dennistoun, auf dem er in der Gestalt des Erzengel Michael abgebildet ist. Am ANZAC Day 2015 enthüllten Veteranen der Australian National Antarctic Research Expeditions im Hauptquartier der Australian Antarctic Division eine Gedenktafel für Dennistoun und elf weitere im Ersten Weltkrieg getötete Pioniere des Goldenen Zeitalters der Antarktisforschung.